# Лугини
Луги́ни — селище в Україні, адміністративний центр Лугинської селищної територіальної громади Коростенського району Житомирської області.
Селище Лугини розташоване на півночі Житомирської області, на обох берегах річки Жерев, неподалік міста Коростень. Кількість населення становить 3,8 тисяч осіб. Лугини розташовані за 109 км залізницею від м. Житомир.

## Географія

### Геологія
Лугини розташовані в межах Українського кристалічного щита. Виходи корінних порід (гранітів) можна спостерігати в декількох місцях: русло річок Жерев (Солдатський камінь) і Конявка біля пішохідного мосту, а також урочище Чекуля.
Сучасні форми рельєфу, з неглибоким заляганням докембрійських кристалічних порід, склалися у післяльодвиковий період в останні 15 - 17 тис. років.
Пухкі відклади представлені водними, водно-льодовиковими та льдовиковими наносами.

### Рельєф
Рельєф селища переважає рівнинний, відносний перепад висот зумовлено тим, що селище перетинають річкові долини та декілька балок. Цікавим геоморфологічним об'єктом є "Валікова гора", яка є типовою озою, яка значно зменшилась внаслідок будівництва
Лугинської СЕС

### Клімат
Помірно-континентальний. Середня температура січня бизько -6°С, липня - +19°С. Кількість опадів - 600-650 мм/рік.

### Поверхневі води
Більша частина селища розташована на правому березі річки Жерев, в місці впадіння її правої притоки - річки Літки (місцева назва Конявка). Також в межах селища впадає ще одна права притока Жерева, що немає  назви (довжина 11 кілометрів), на ній розташовані так звані Військові ставки.
Два ставки створено на річці Конявка, більший з них - Товста. На Жереві в межах Лугин є також ставок Лугинської малої ГЕС.

### Ґрунти
Переважають дерново-підзолисті ґрунти, які за механічним складом переважно піщані і супіщані, в пониженнях рельєфу суглинисті та оглеєні, місцями заболочені.

### Рослинний покрив
Природна рослинність майже повністю зосереджена на околицях селища. Переважно представлена соснами, березами, вільхами та дубами.
В районі Лугинського лісництва росте релікт третинної флори України поліська лісова красуня — азалія понтійська.

### Тваринний світ
В лісах живуть лосі, дикі свині, сарни, лисиці, зайці, білки, куниці, бобри, з птахів — дикі качки, куріпки, дятли, дрозди, синиці. У водоймах водяться щуки, окуні, соми, карасі, пічкурі, веховодки, лящі, річковий рак, болотна черепаха тощо.

## Історія
Сліди перебування людей на місці сучасних Лугин датуються кам'яним віком. Так в районі села Рудня-Гамарня (зараз входить до складу Лугин) виявленні залишки поселень періоду раннього неоліту (V тис. до н. е.).

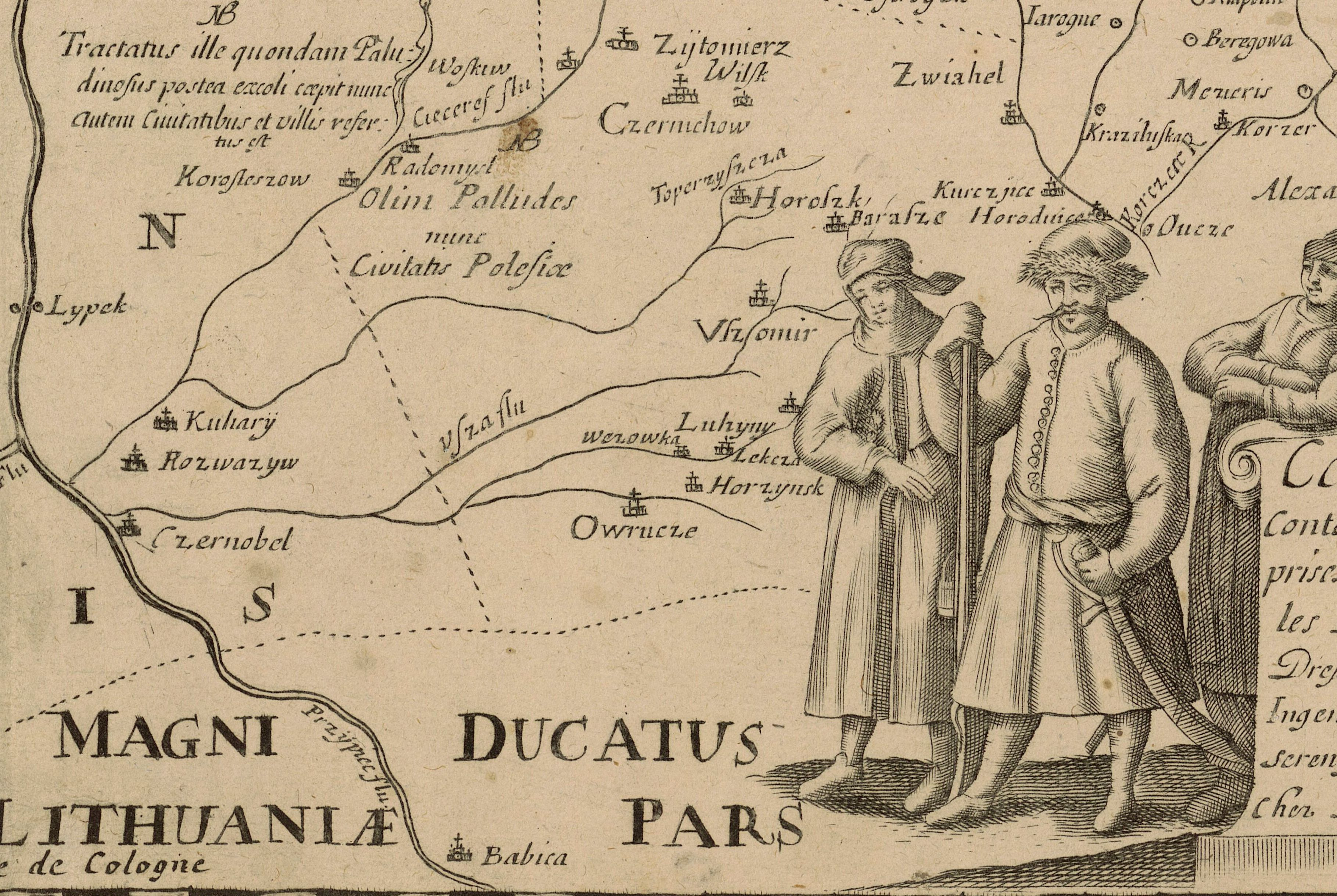
Лугини на мапі Боплана, 1648 рік

Перша згадка про Лугини датується  1606 роком (на той час - містечко Овруцького повіту Києвського воєводства) як власність князя Януша Острозького. Згодом Лугини перейшли у власність князя С. Любомирського (1620 року), пізніше - Юрію Немиричу.
За часів Визвольної війни під проводом Богдана Хмельницького, до повстанського війська з Лугин втекло 169 селян.
Позначене на мапі Боплана 1648 року.
В XIX столітті всі землі в Лугинах належали польському поміщику Мечеславу Зеленському. Володів він 7988 десятинами орної землі, луками, пасовищами та лісом. Посівні площі постійно розширював за рахунок вирубки лісу. Для селян він постійно збільшував податки, жорстоко розправлявся з кожним, хто проявляв непослух. Після реформи 1861 року селяни за землю повинні були сплатити землевласнику 6426 крб. викупної суми.
Лугини стають волосним центром Лугинської волості Овруцького повіту. Наприкінці XIX ст. в Лугинах набула розвитку суконна, залізоробна, винокурна, цукрова промисловість, було кілька дрібних підприємств.
З 1871 року працювало двокласне сільське училище.
На 1906 рік в Лугинах налічувалося 374 двори в яких проживав 4761 житель, а в 1911 році - 377 дворів і 4953 жителі відповідно.
Під час воєнних дій 1918–20 років влада неодноразово змінювалася, 25 червня 1920 остаточно встановлено більшовицьку.
Улітку та восени 1919 поблизу містечка Лугини та у районі Коростенського залізничного вузла тривали найзапекліші бої. До січня 1918 Лугини контролювали загони УЦР, у січні–лютому 1918, січні 1919 – квітні 1920 – більшовики, лютому–грудні 1918 – австро-німецькі, квітні–червні 1920 – польські війська. 
У 1920-х рр. в околицях Лугин проти більшовицької влади продовжували збройну боротьбу українські повстанські загони отамана Тютюнника. 
1921–23 роках Лугини у складі Коростенського повіту, 1923–30, 1935–37 – Коростенської округи. 1932–37 – у межах Київської, від 1937 – Житомирської області.
Від 1923 – центр Лугинського району та Лугинської єврейської національної сільської ради. 
У тому ж році проживало 3796 осіб, з них українців – 36,9 %, євреїв – 60,4 %, росіян – 1%, поляків – 0,8 %, німців – 0,7 %
Колишній центр ліквідованого Лугинського району та Лугинської селищної ради.
26 січня 2024 року, відповідно до Закону України «Про порядок вирішення окремих питань адміністративно-територіального устрою України» від 28 липня 2023 року, віднесене до категорії селищ.

## Населення
За даними перепису населення СРСР 1939 року чисельність населення становила 4 732 особи, з них українців — 2 654, росіян — 292, німців — 31, євреїв — 1 622, поляків — 57, інших — 76.

### Мова
Розподіл населення за рідною мовою за даними перепису 2001 року:
| Мова            | Кількість | Відсоток |
| --------------- | --------- | -------- |
| українська      | 4527      | 96.48%   |
| російська       | 145       | 3.09%    |
| вірменська      | 7         | 0.15%    |
| білоруська      | 6         | 0.13%    |
| польська        | 2         | 0.04%    |
| інші/не вказали | 5         | 0.11%    |
| Усього          | 4692      | 100%     |

## Освіта
У селищі діють два загальноосвітні навчальні заклади. Лугинський ліцей, який раніше носив назви: Лугинська гімназія, ЗОШ №1 І—ІІІ ступенів імені В. Фількова та Лугинська СШ № 1 ім. В. П. Фількова, заснований в 1871 році, як двокласне училище. У 2006–2007 навчальному році в школі навчалося 582 учні, яких навчали 60 педагогів.
Та Лугинський ліцей № 2, колишня ЗОШ № 2 І-ІІІ ступенів, яку засновано в 1927 році, як початкову. У 1988 році школа стала середньою. У 2006–2007 роках тут навчалося 302 учні, яких навчав 31 педагог.
У селищі працює дитячий садок "Сонечко".
Із закладів позашкільної освіти діють: будинок дитячої творчості, музична школа та дитячо-юнацька спортивна школа.

## Культура

Братська могила загиблих у Другій світовій війні

У селищі діє Будинок культури, який відвідувало багато молоді. Тут раніше організовували дискотеки, влаштовували різні свята, конкурси. Багато років випускні вечори обох шкіл селища проводилися саме тут. 
Центральна та дитяча бібліотеки мають значні фонди художньої літератури. Функціонують також дві шкільні бібліотеки.
В 1995 році створено народний краєзнавчий музей. Ініцатором його створення була ентузіаст-краєзнавць З. В. Сульська, яка тривалий час його очолювала.
Традиційним стало святкування "Дня вареника" присвячене дню селища та храмовому святу - Різдву Пресвятої Богородиці.
На території селища в промисловій зоні встановлено на постаменті трактор "Універсал", який раніше був символом індустріалізації. Офіційна нагода встановлення - це пам'ятник першим механізаторам району, встановлений у 1967 р. Цікавий факт:  місцевий підриємець з допомогою спецтехніки намагався вилучити трактор з п'єдесталу. Жителі навколишніх будинків цьому перешкодили, а пізніше було облаштовано постамент і ще глибше втоплено в бетон трактор.
У жовтні 2014 року на фасаді Лугинської ЗОШ № 2 відкриті пам'ятні дошки з іменами капітана 30-ї окремої механізованої бригади Валерія Юрченка та солдата 95-ї окремої аеромобільної бригади Сергія Гуца.

## Охорона здоров'я
В Лугинах розташована центральна  лікарня та в її складі поліклініка. Також на території лікарні розміщується Лугинський центр первинної медико-санітарної допомоги.
В селищі діє мережа аптек.

## Релігійне життя
В селищі знаходиться церква Різдва Пресвятої Богородиці  (сучасна будівля побудована в 2 пол. XIX ст.). 1991 року побудований костел присвячений Успінню Пресвятої Діви Марії, функціонують і інші релігійні конфесії (2002 р. Збудовано храм християн віри євангельської)

## Відомі особи
- Банніков Віктор Максимович — радянський футболіст, перший Президент Федерації футболу України.
- Вайнерман Ханан Абрамович (1902—1979) — єврейський поет.
- Гуц Сергій Сергійович (1990—2014) — старший солдат Збройних сил України, 13-го окремого аеромобільного батальйону 95-ї окремої Житомирської аеромобільної бригади.
- Закусило Олексій Анатолійович (1996—2023) — солдат Збройних сил України, учасник російсько-української війни.
- Кириленко Валентин Петрович (1931—2009) — український письменник-гуморист.
- Коптюх Леонід Андрійович (нар. 1942) – фахівець у галузі хімічної технології целюлозно-паперового виробництва. Доктор технічних наук (1999), професор (2013).
- Небелас Денис Володимирович (нар. 1989) — український військовий, учасник російсько-української війни.
- Шваб Анатолій Георгійович (нар. 1967) — український науковець, педагог, доктор історичних наук.
- Шерман Семен Йойнович (нар. 1934) - фахівець у галузі розломної тектоніки, геодинаміки та тектонофізики, доктор геолого-мінералогічних наук, професор.
- Юрковський Олександр Олександрович - майор Збройних сил України, учасник російсько-української війни. Герой України (2022)
- Юрченко Валерій Вікторович (1971—2014) – капітан, військовослужбовець 30-ї окремої механізованої бригади. Загинув на сході України, виконуючи військовий обов'язок в зоні проведення антитерористичної операції.